# Вакашские языки
Вакашские языки — семья североамериканских индейских языков, распространённых на тихоокеанском побережье, в пограничных районах штата Вашингтон (США) и провинции Британская Колумбия (о. Ванкувер, Канада). 
Общее число говорящих — менее 1000 человек (начало 2000-х, оценка).

## Состав
Семья включает 6—7 языков, которые делятся на две ветви.
- Северно-вакашская ветвь
- 1. хаисла (китамат, Haisla, Xaʼislak’ala) — ок. 200 носителей (2005 г.)
- 2. квакиутль (Kwak’wala, Kwakiutl) — 235 носителей (2000, оценка)
- хейлцук-увикяла (белла-белла; Heiltsuk-Oowekyala, Bella Bella) — ок. 200 носителей (2005 г.), включает 2 языка или наречия
  - 3. хейлцук (хаилцук)
  - 4. увикяла (увикино)
- Южно-вакашская ветвь
- 5. нутка (Nuu-chah-nulth, Nootka, Nutka, Aht, West Coast, T’aat’aaqsapa) — 200 носителей (2003, оценка), народ нутка
- 6. нитинат (Nitinaht, Nitinat, Ditidaht, Southern Nootkan) — 30 чел. (1991, оценка).
- 7. маках (Makah) — последний носитель умер в 2002 г., но язык активно преподаётся в школе в качестве второго языка. В переписи 2000 года 2200 человек назвали себя носителями этого языка в США.

Родство вакашских языков было впервые отмечено Ф. Боасом, основные звуковые соответствия между ними описал Э. Сепир.
Лучше всего описаны квакиутль и нутка. В настоящее время реализуется целый ряд проектов по описанию и сохранению вакашских языков.

## Внешняя классификация
Генетические связи вакашских языков не вполне ясны.
Внешние связи вакашских языков исследовал М. Сводеш, предложивший объединить их вместе с чимакумскими и салишскими языками в мосанскую надсемью, которую, в свою очередь, включали в алгонкино-вакашскую макросемью. Сходство с этими языками может, однако, объясняться интенсивными контактами. Из российских лингвистов гипотезу алгонкино-вакашского родства поддерживает С. Л. Николаев, который также считает родственным им нивхский язык. Он, с помощью традиционного сравнительного метода, установил систему регулярных звуковых соответствий между базовым лексиконом нивхского, алгских (алгонкино-ритванских) и вакашских языков.

## Письменность
Для четырёх языков (кроме маках и нитинат) были разработаны и используются орфографии на латинской основе.

## Лингвистические черты

### Фонетика
Фонетическая система вакашских языков отличается богатым консонантизмом: представлены ларингальный, латеральный и фарингальный (в нутка) ряды, смычные и аффрикаты противопоставлены по признакам «звонкий (в квакиутль) — глухой — глоттализованный». Глоттализованными могут быть и сонанты: m', n', w', y'. Согласные велярного ряда противопоставлены по признакам лабиализации и палатализации. В языке маках отсутствуют носовые.
Гласных обычно пять: a, e, o, i, u. В квакиутль также встречаются гласные среднего ряда среднего подъёма. В языках нутка и хейлцук гласные противопоставлены по долготе, в хейлцук — также по фарингализованности.
В языке хейлцук отмечены тоновые оппозиции.
Слоговая структура — весьма ограниченная. Начальные стечения согласных невозможны.

### Морфология
Морфологический строй вакашских языков отличается разнообразным использованием суффиксов. Особенно многочисленны глагольные суффиксы, вследствие чего предикативное слово может выражать смысл всего предложения. Распространена также редупликация.
Ф. Боас разделяет все суффиксы на 19 семантических групп; особое место среди них занимают локативные суффиксы, выполняющие роль предлогов и пространственных наречий и подразделяющиеся на общие (со значениями наподобие «в», «на», «под») и специальные (со значениями «в доме», «в воде», «на груди» и другие). 
В составе числительных выделяются классификаторы. 
Глагольные префиксы могут выражать время (прошедшее, настоящее и будущее), вид (инцептив, или начинательный вид, континуатив, или протяжённый вид, и другие), модальность (навроде «говорят, что», «вероятно», «очевидно» и т. п.). 
Разнообразны словообразовательные именные суффиксы, способные образовывать имена деятеля, инструмента, качества, места, времени и т. п., и глагольные («делать…», «пахнуть…», «быть готовым к…» и т. п.) словообразовательные суффиксы.

### Синтаксис
В большинстве случаев глагол в предложении стоит на первом месте. Корни обычно не специфицированы по лексическим категориям, то есть могут выступать и как предикаты, и как аргументы.